# Westfälische Dachsbracke
Die  Westfälische Dachsbracke  ist eine von der FCI anerkannte Hunderasse aus Deutschland (FCI-Gruppe 6, Sektion 1, Standard Nr. 100).

## Herkunft und Geschichtliches
Die Westfälische Dachsbracke ist eine kleinere, niederläufige Variante der Deutschen Bracke, wirkt aber kompakter und kräftiger. Sie wurde Ende des 19. Jahrhunderts aus kleineren Deutschen Bracken und Steinbracken gezüchtet. Anlass hierfür war die allgemeine Verkleinerung der Jagdreviere, die ein Brackieren mit hochläufigen Hunden nicht mehr zuließ.

## Beschreibung
Die Westfälische Dachsbracke ist ein 30 bis 38 cm hoher Jagdhund mit gut angesetzter Rute, die bei ruhigem Gang säbelförmig aufwärts oder hängend mit leichtem Bogen an der Spitze getragen wird. Das Haar ist am ganzen Körper sehr dicht und grob, am Hals und an der Unterseite der Rute länger, in den Farben rot bis gelb mit schwarzem Sattel oder Mantel und weißen Abzeichen. Die Ohren sind mittellang und breit, gut anliegend, unten stumpf abgerundet.

## Verwendung
Die Westfälische Dachsbracke ist aufgrund ihrer Größe auch für kleinere Jagdreviere geeignet.
Sie wird zu folgenden Jagdarten eingesetzt:

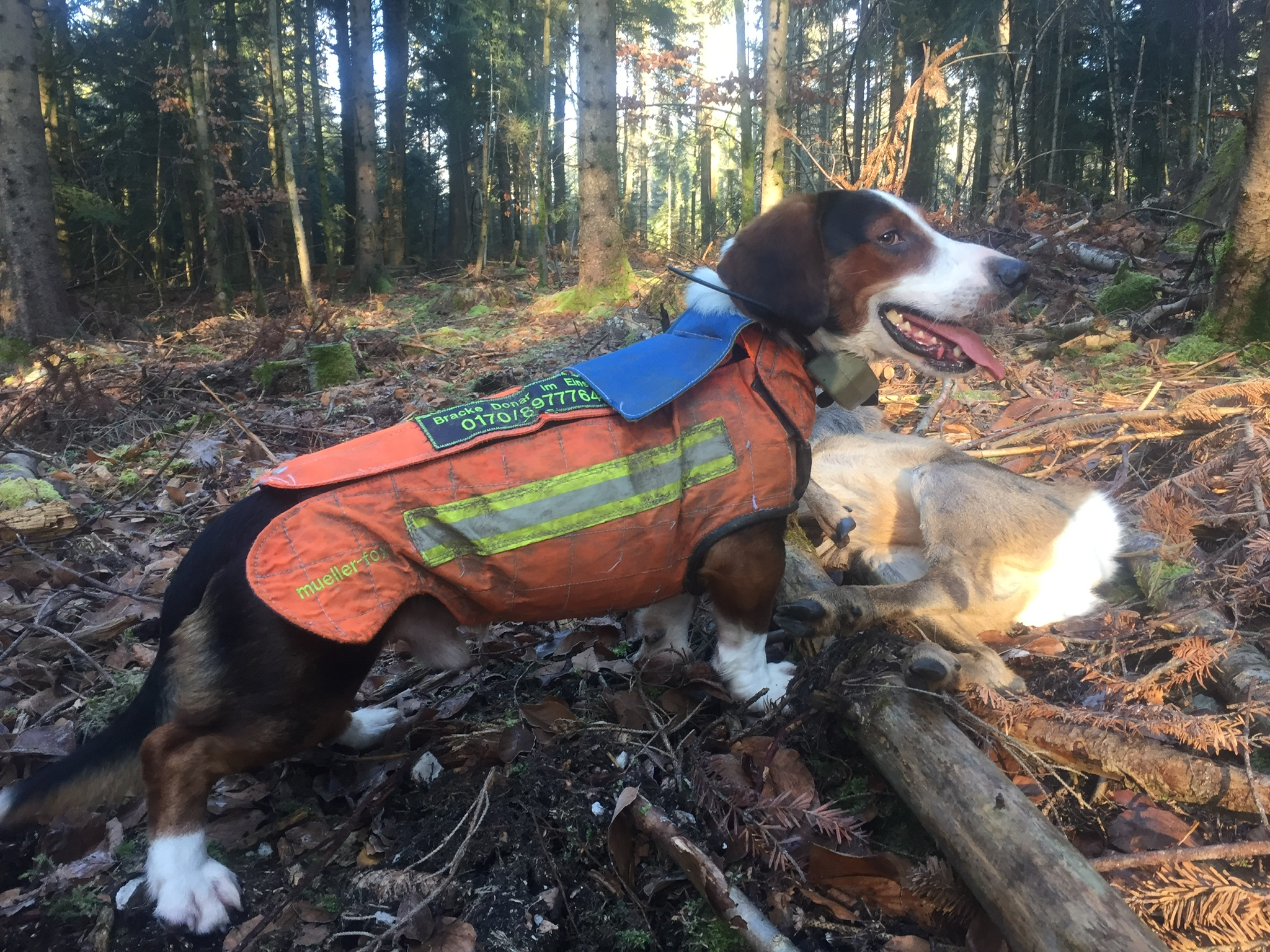
Westfälische Dachsbracke mit Hundeschutzweste und Ortungsgerät bei einer Stöberjagd am erlegten Reh

- Stöbern („Laute Jagd“) auf Hasen, Füchse und Kaninchen
- Einsatz bei Drück-, Stöber- und Riegeljagden auf Schalenwild, auch auf Rehe
- Schweißarbeit (Nachsuche von Schalenwild)
- Auffinden und Apportieren von Kleinwild

## Aussehen
Im Standard der FCI wird zum Haarkleid festgelegt, dass es am ganzen Körper, auch an der Unterseite, sehr dicht und grob zu sein hat, am Kopf, den Behängen und dem unteren Teil der Läufe dagegen kurz.
Charakteristisch ist das Tragen der Rute, die bei ruhigem Gang säbelförmig aufwärts oder hängend mit leichtem Bogen an der Spitze getragen wird.
Alle Westfälische Dachsbracken führen die weißen Brackenabzeichen:
- Blesse, Fang, Halsring und Bauch, Brust, Läufe und Rutenspitze

Sie existieren in zwei Farbschlägen:
- tricolor/klassisch: meist rot bis gelb, mit schwarzem Sattel
- zweifarbig/seltener: rot bis gelb oder schwarz

## Einkreuzungen anderer Rassen
Die Zuchtbasis der Westfälischen Dachsbracke ist sehr klein. Zu ihrer Verbreiterung wurden immer wieder andere Rassen eingekreuzt, am häufigsten Drever. Diese schwedische Rasse hat in der Westfälischen Dachsbracke ihren Ursprung, ist inzwischen aber größer und schwerer als sie. Von 2012 bis 2017 gab es erneut ein Projekt zum Einkreuzen von Drevern, in dessen Rahmen mehrere Kreuzungswürfe fielen.